# Bright (filme)
Bright é um filme norte americano de crime, ação e fantasia de 2017 dirigido por David Ayer e escrito por Max Landis.
O filme mostra Will Smith como um policial de Los Angeles que se junta com um policial Orc (Joel Edgerton) em um mundo de criaturas humanas e míticas.
O filme também estrela Noomi Rapace, Lucy Fry, Édgar Ramírez, Ike Barinholtz, e foi lançado em todo o mundo na Netflix em 22 de dezembro de 2017. O filme obteve 11 milhões de telespectadores em apenas 3 dias.

## Enredo
Em um presente alternativo onde humanos e criaturas fantásticas como orcs, fadas, elfos, centauros, etc. coexistiram desde o início dos tempos, o oficial Daryl Ward (Will Smith) e o Orc Nick Jakoby (Joel Edgerton) embarcam em uma noite de patrulha de rotina e acabam por descobrir um artefato antigo e poderoso: uma varinha mágica capaz de alterar o futuro e seu mundo tal como o conhecem.

## Elenco
- Will Smith como Daryl Ward, um policial humano experiente e um pai preocupado que está em parceria com Nick.
- Joel Edgerton como Nick Jakoby, o primeiro policial Orc que se associou com Daryl.
- Noomi Rapace como Leilah, um elfo escuro que procura o controle da varinha.
- Lucy Fry como Tikka, um jovem elfa com poderes que está na posse da varinha.
- Édgar Ramírez como Kandomere, um elfo que trabalha para a divisão mágica do FBI.
- Ike Barinholtz como Gary Harmeyer, um policial humano
- Happy Anderson como Montehugh, um humano que trabalha para a divisão mágica do FBI.
- Kenneth Choi como agente Coleman
- Margaret Cho
- Andrea Navedo como capitão Perez, um policial humano e superior de Ward
- Brad William Henke como Dorghu, o líder impressionante e assustador do grupo Fogteeth Orcs.
- Dawn Olivieri como Sherri Ward, esposa de Daryl.
- Brandon Larracuente como Mike
- Cle Shaheed Sloan como OG Mike
- Alex Meraz como Serafin
- Matt Gerald como Hicks, um policial humano
- Enrique Murciano
- Jay Hernandez
- Veronica Ngo como Tien
- Nadia Gray como Larika

## Produção
Descrito como "um thriller policial contemporâneo, mas com elementos fantásticos", o filme é dirigido por David Ayer e as estrelas Will Smith e Joel Edgerton, com um roteiro escrito por Max Landis, que Ayer reescreveu.
A Netflix pagou oficialmente o filme por um acordo de 90 milhões de dólares com o início da filmagem no outono de 2016. Noomi Rapace entrou em negociações para se juntar ao elenco em maio de 2016. Landis declarou em uma entrevista que a produção oficial deve começar em setembro de 2016, mas que eles já haviam disparado uma pequena parte em Los Angeles.
O diretor de fotografia frequente de Ayer, Roman Vasyanov, foi confirmado que estava trabalhando no projeto.
Em 15 de outubro de 2016, Lucy Fry foi adicionada ao elenco. Em 17 de outubro de 2016, Andrea Navedo foi adicionada ao elenco. Em 20 de outubro de 2016, o ator Brad William Henke foi lançado no filme. Em 1 de novembro de 2016, Kenneth Choi e Dawn Olivieri foram lançados em um papel desconhecido e o papel da esposa de Smith, respectivamente. Em 9 de novembro, Édgar Ramírez foi confirmado para ser adicionado ao elenco.  No mesmo mês, Alex Meraz , Matt Gerald, Ike Barinholtz e Enrique Murciano se juntaram ao elenco do filme em papéis não revelados.

## Filmagens
A filmagem foi concluída em 4 de fevereiro de 2017.